# Francesco da Urbino

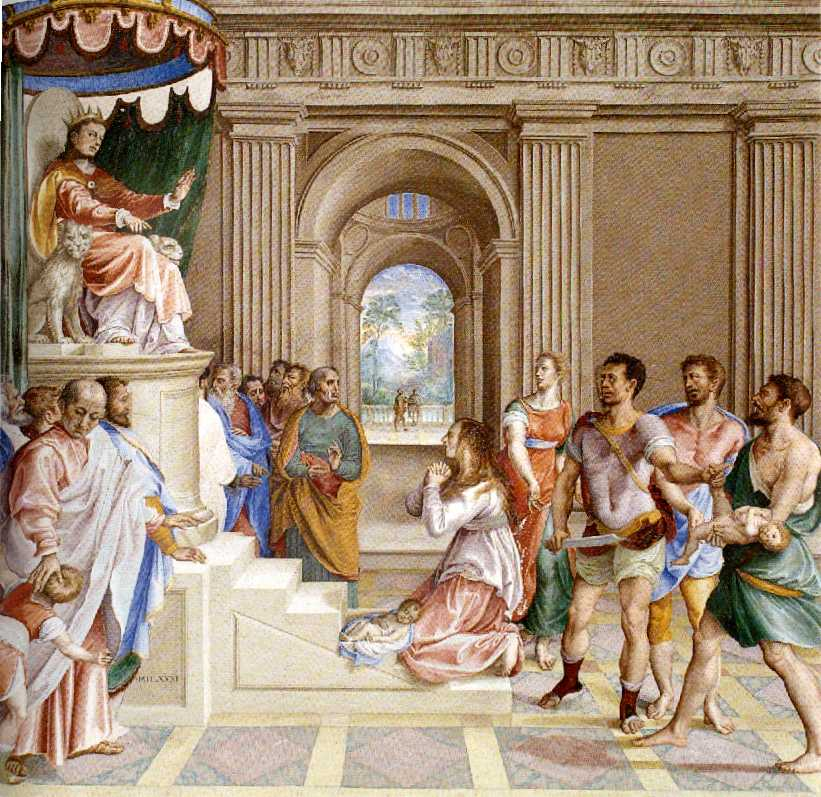
Il giudizio di Salomone (1581), volta della cella inferiore del priore nel Monastero dell'Escorial.

Francesco da Urbino (Urbino, 1545 – Madrid, 30 dicembre 1582) è stato un pittore italiano attivo in Spagna nella seconda metà del XVI secolo.

## Biografia
Venne chiamato in Spagna nel 1569 da Giovan Battista Castello, «il Bergamasco», per aiutarlo nella produzione di pittura grottesca nel vecchio Real Alcázar di Madrid. Ma lo stesso anno del suo arrivo, a seguito della morte del Bergamasco, dovete assumervi gli impegni che il suo maestro aveva lasciati incompiuti alla corte di Madrid, dove gli fu assegnato uno stipendio di venti ducati. Alla guida di un gruppo del quale facevano parte suo fratello Giovanni Maria e il doratore Francesco di Viana, si prese cura dei grotteschi della sala dell'Alcázar e, dopo il 1570, con Romolo Cincinnato e Patrizio Cajesi, lavorò nella Sala del tesoro. Dal 1570-1575 si stabilì a Segovia, dove prese in consegna alcuni lavori nel palazzo del Valsaín e nella Real Casa del Bosque. Li si sposò nel 1573 con Isabel Merino, ma ben presto divenne vedovo e si risposò con una sorella del suo collaboratore Francesco de Viana, Camilla, che morì nel 1581.
Ottenuto il titolo di pittore di sua maestà si stabilì a El Escorial nell'aprile del 1575, dove padre Sigüenza, nella sua storia della fondazione del Monasterio de El Escorial, gli attribuì gli affreschi della volta della cella del priore, nei quali sviluppò un repertorio ricco di stucchi e rilievi finti con figure di profeti e altri personaggi vetero testamentari in grisaglia, con il Giudizio di Salomone in un pannello centrale. 
Dal 1575 e fino a pochi mesi prima della sua morte è menzionato regolarmente nei rapporti dei pagamenti mensili della fabbrica del monastero del El Escorial, ma non è possibile determinare i compiti specifici di cui era responsabile tranne che per la decorazione del soffitto della sacrestia, che è stato attribuito a Niccolò Granello e Francesco de Viana, nel dicembre del 1581. Collaborò inoltre con Granello nei dipinti del coro della chiesa, che ha conservato un gran numero di disegni preparatori, vicini ai modi di fare del Bergamasco. Anche se non è menzionato nella documentazione e l'attribuzione viene esclusivamente dai riferimenti di Padre Siguenza, il citato affresco della cupola della sala inferiore del priore, il suo capolavoro, può essere datato con precisione anche al 1581, alla fine della sua carriera, per la scritta in numeri romani contenuta alla base del trono di Salomone. Morì, ancora giovane, quando, secondo Siguenza, "si avviava ad essere molto vallente."